# Поль Еме
Поль Еме́ (фр. Paul Aymé; 29 липня 1869, Марсель, Франція - 25 липня 1962, Мадрид, Іспанія) - був французьким тенісистом, чотириразовий переможець Відкритому чемпіонаті Франції з тенісу - у 1897, 1898, 1899 і 1900 роках. Виграв усі свої фінали на Ролан Гаррос.

## Фінали турнірів Великого шолома
| Рік  | Турнір       | Суперник у фіналі | Рахунок у фіналі |
| 1897 | Ролан Гаррос | Френкі Ворден     | 4–6, 6–4, 6–2    |
| 1898 | Ролан Гаррос | Пол Лебертон      | 5–7, 6–1, 6–2    |
| 1899 | Ролан Гаррос | Пол Лебертон      | 9–7, 3–6, 6–3    |
| 1900 | Ролан Гаррос | Андре Прево       | 6–3, 6–0         |